# 登戸新町
登戸新町（のぼりとしんまち）は、神奈川県川崎市多摩区の地名。丁目のない単独行政地名。住居表示未実施区域。登戸エリアの一角にあたる地域。

## 地理
多摩区の中部､多摩川河川敷近くに位置する。地域内ほとんどが住宅であり､畑や農地はない｡北側で中野島と接している以外はすべて登戸に囲まれている。

### 地価
住宅地の地価は、2025年（令和7年）1月1日の公示地価によれば、登戸新町52番3の地点で44万7000円/m²となっている。

## 歴史

### 沿革
- 1949年（昭和24年）- 登戸から分離し、登戸新町を新設。川崎市登戸新町となる。
- 1972年（昭和47年）4月1日 - 川崎市が政令指定都市に指定され、多摩区が設立。川崎市多摩区登戸新町となる[5][7]。

## 世帯数と人口
2025年（令和7年）6月30日現在（川崎市発表）の世帯数と人口は以下の通りである。
| 町丁     | 世帯数    | 人口    |
| -------- | --------- | ------- |
| 登戸新町 | 3,215世帯 | 4,974人 |

### 人口の変遷
国勢調査による人口の推移。
| 年                 | 人口  |
| ------------------ | ----- |
| 1995年（平成7年）  | 4,369 |
| 2000年（平成12年） | 4,294 |
| 2005年（平成17年） | 4,488 |
| 2010年（平成22年） | 4,658 |
| 2015年（平成27年） | 4,621 |
| 2020年（令和2年）  | 5,018 |

### 世帯数の変遷
国勢調査による世帯数の推移。
| 年                 | 世帯数 |
| ------------------ | ------ |
| 1995年（平成7年）  | 2,522  |
| 2000年（平成12年） | 2,572  |
| 2005年（平成17年） | 2,791  |
| 2010年（平成22年） | 2,931  |
| 2015年（平成27年） | 2,945  |
| 2020年（令和2年）  | 3,188  |

## 学区
市立小・中学校に通う場合、学区は以下の通りとなる（2022年3月時点）。
| 番・番地等 | 小学校             | 中学校             |
| ---------- | ------------------ | ------------------ |
| 全域       | 川崎市立登戸小学校 | 川崎市立枡形中学校 |

## 事業所
2021年（令和3年）現在の経済センサス調査による事業所数と従業員数は以下の通りである。
| 町丁     | 事業所数  | 従業員数 |
| -------- | --------- | -------- |
| 登戸新町 | 135事業所 | 1,123人  |

### 事業者数の変遷
経済センサスによる事業所数の推移。
| 年                 | 事業者数 |
| ------------------ | -------- |
| 2016年（平成28年） | 130      |
| 2021年（令和3年）  | 135      |

### 従業員数の変遷
経済センサスによる従業員数の推移。
| 年                 | 従業員数 |
| ------------------ | -------- |
| 2016年（平成28年） | 1,043    |
| 2021年（令和3年）  | 1,123    |

## 交通

### 道路
- 神奈川県道3号世田谷町田線

### 鉄道
- 小田急小田原線、JR南武線
  - 登戸駅（所在地は、登戸にある。）

## その他

### 日本郵便
- 郵便番号 : 214-0013[3]（集配局 : 登戸郵便局[18]）

### 警察
町内の警察の管轄区域は以下の通りである。
| 町丁     | 番・番地等 | 警察署     | 交番・駐在所 |
| -------- | ---------- | ---------- | ------------ |
| 登戸新町 | 全域       | 多摩警察署 | 登戸駅前交番 |

### 事件
2019年5月、川崎市登戸通り魔事件が発生。